# Филипович, Иван
Иван Филипович (хорв. Ivan Filipović; род. 13 ноября 1994, Славонски-Брод) — хорватский футболист, вратарь загребского «Динамо».

## Клубная карьера
Филипович начал свою карьеру в молодёжных академиях «Граничара» и «Цибалии», прежде чем в последней начал играть на профессиональном уровне в 2012 году. 30 июня 2015 года перешёл в «Локомотиву», где он стал резервным вратарем. 21 августа он дебютировал на профессиональном уровне за столичный клуб в проигрышной игре национального чемпионата против запрешичского «Интера» (1:2). На сезон 2017/2018 он отправился в аренду в «Сесвете». 19 июня 2018 года он перешёл в «Славен Белупо», где стал вратарём основного состава. 30 июня 2021 года он перешёл во французский клуб «Париж» из Лиги 2.